# La Folie de l'or (film, 1939)
Pour l’article homonyme, voir La Folie de l'or.
Pour plus de détails, voir Fiche technique et Distribution.
La Folie de l'or (Gold Rush Daze) est un cartoon Merrie Melodies réalisé par Ben Hardaway et Cal Dalton le 25 février 1939.

## Résumé
Tous les personnages dans ce cartoon sont interprétés par des chiens anthropomorphes. 
Un automobiliste va prospecter dans les collines à la recherche d'or. Il part de sa ville et traverse un désert. Il fait le plein d'essence à une station-service, où le pompiste lui dit qu'il n'y pas d'or là-bas ni ailleurs, et il raconte l'histoire de ses propre mésaventures à la recherche d'or, dans un flashback. 
En 1849, à San Francisco. On voit un policier en train de vérifier le parcage des chevaux comme s'ils étaient des voitures (il les « check » en les marquant d'une croix). Le pompiste, un peu plus jeune alors, cherche un bar pour boire. Un tenancier d'un autre bar l'attire (ou plutôt, le tire par le col) dans son bar et l'amène devant un joueur professionnel de poker qui cherche à le gruger. Alors que le joueur sort un carré d'as de son gilet, on annonce la découverte d'or dans les collines. Le chercheur d'or se précipite pour délimiter un bout de terrain à prospecter. Mais, à chaque fois qu'il essaie de planter sa pancarte de revendication, un autre prospecteur le fait avant lui. C'est en se débarrassant de sa pancarte qu'il arrive finalement à trouver un espace non revendiqué. Il creuse alors, mais il ne sait pas qu'il est sur une pointe en équilibre au-dessus du ravin. Il finit par la rompre et tombe dans le ravin. 
On le retrouve dans un lit à l'hôpital où un docteur le soigne. Quand ce dernier lui annonce que l'on a trouvé de l'or, le prospecteur se réveille d'un coup et repart en coup de vent à la recherche du précieux métal. On le voit filtrer l'eau d'une rivière à côté de prospecteurs chantant dans une mine. Après des journées infructueuses, il revient au bar et commande à boire. La boisson forte l'envoie au sol. On annonce à nouveau la découverte d'or. Notre prospecteur retrouve sa vigueur et fonce à cheval, puis en canoé, utilise un jet d'eau sous pression pour trouver l'or, part dans le grand nord dans un traineau tiré par des chiens, prospecte dans tous les coins de la planète (que l'on voit depuis l'espace sidéral) dès qu'on annonce une découverte d'or, mais ne trouve rien à chaque fois.    
On retrouve le prospecteur en pompiste. Il jure au voyageur que l'on ne l'y reprendra plus à chercher de l'or. C'est alors qu'un cavalier surgit et leur clame que l'on vient de trouver de l'or. Aussitôt, le pompiste pousse le voyageur hors de sa voiture et prend le volant... pour aller prospecter ! Il revient brièvement en arrière pour dire au voyageur qu'il peut prendre son poste de pompiste, puis repart en trombe vers sa destination dorée. 

## Fiche technique
Source IMDb

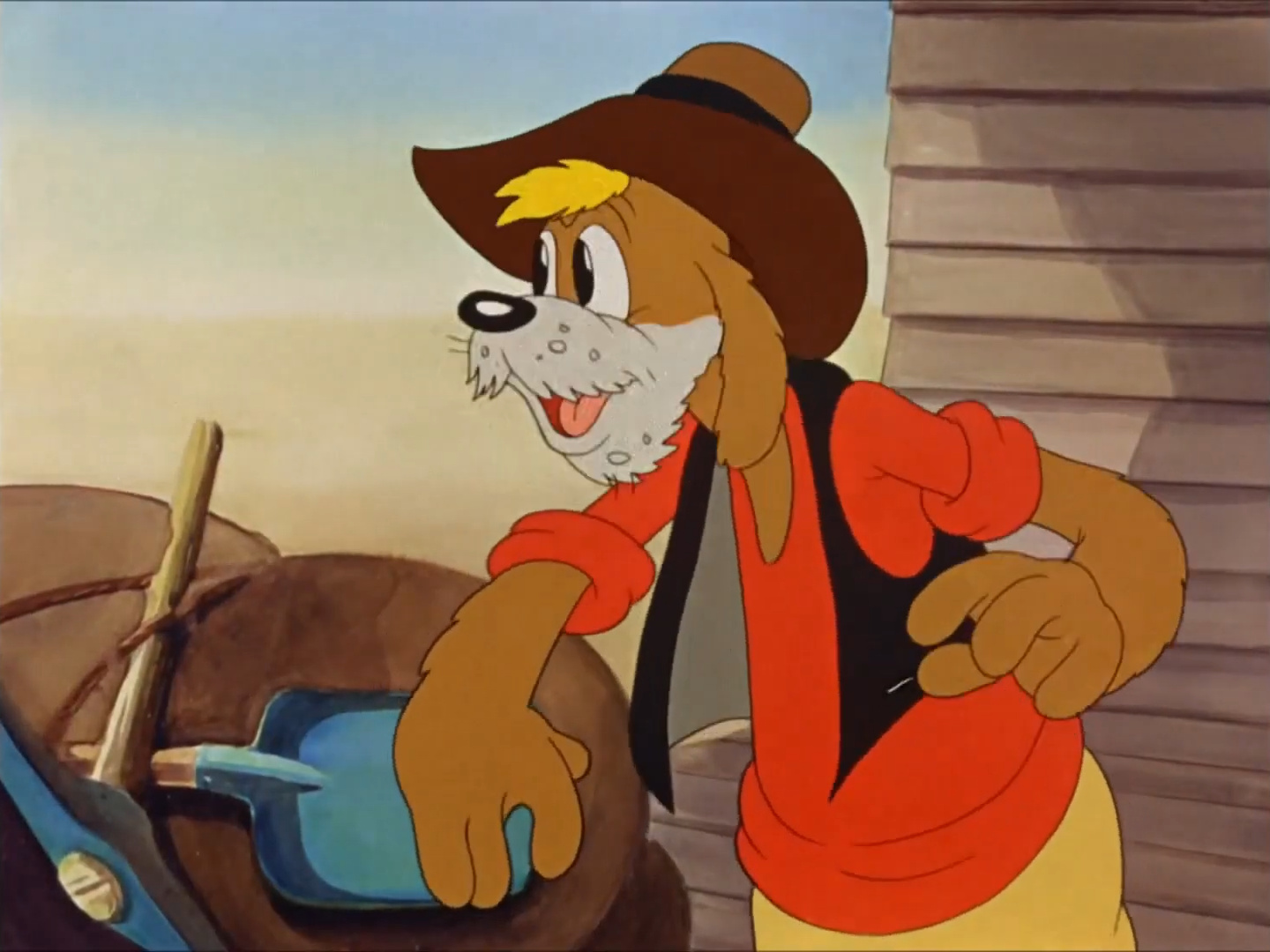
Le pompiste ancien prospecteur.

- Réalisation : Cal Dalton, Ben Hardaway
- Scénario : Melvin Millar
- Producteur : Leon Schlesinger
- Distribution :  États-Unis :
  - Warner Bros., 1939, au cinéma
  - Associated Artists Productions, 1956 : télévision
- Musique : Carl W. Stalling (non crédité)
- Montage : Treg Brown (non crédité)
- Pays de production : États-Unis
- Format : couleur - 35 mm - ratio 1,37 :1 - son mono
- Genre : court métrage de dessin animé comique
- Langue : anglais
- Durée : 7 minutes
- Date de sortie :
  - États-Unis : 25 février 1939

### Animation
- Gil Turner (en) : animateur

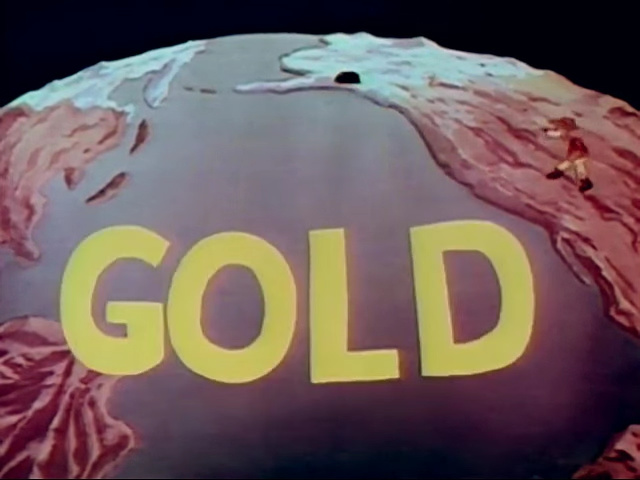
De l'or annoncé partout sur la planète Terre.

- Rod Scribner (en) : animateur (non crédité)
- Art Loomer : superviseur (non crédité)

## Distribution
Voix originales :
- Mel Blanc (non crédité) : policier, cheval blanc
- Joe Twerp (non crédité) : l'ancien

## Direction musicale
- Carl W. Stalling : directeur de la musique
- Milt Franklyn : orchestration (non crédité)

## Musiques
Source IMDb
Aucune des musiques n'est mentionnée au générique.
- Oh! Susanna

Musique de Stephen Foster. Jouée au début de la séquence avec San Francisco.
- The Old Apple Tree

Musique de M.K. Jerome, paroles de Jack Scholl. Jouée par les mineurs
comme My Sweetheart Needs Gold for Her Teeth. Jouée aussi lors du long montage.
- How Dry I Am

Air traditionnel joué quand le prospecteur commande un verre de « nectar de “noix” (ou “pépite d'or”) ».
- Ride, Tenderfoot, Ride

Chanson composée par Richard A. Whiting. Jouée quand le voyageur est à la station-service au début et à la fin du cartoon.